# Entriegelungswerkzeug
Entriegelungswerkzeuge, auch Kabelentriegler, Ausdrückwerkzeuge, Ausstoßer oder Auswerfer genannt, sind kleine Handwerkzeuge in der Elektrotechnik. Sie sind dazu gedacht, elektrische Kontakte (Pins) aus ihren Kabelgehäusen, Fassungen oder Lampensockeln unbeschädigt zu lösen, um die Stecker und Kontakte weiterverwenden zu können. Sie ähneln Schraubenziehern mit einer dem entsprechenden Kontakt angepassten Spitze. Es gibt entsprechend der Vielfalt von unterschiedlichen Kontakten und Gehäusen viele unterschiedliche Werkzeugformen auf dem Markt. Ein wichtiges Einsatzgebiet ist die Kabelbaummontage in der Automobilherstellung, etwa wenn Änderungen des Schaltplans oder Stromkreislaufs oder Reparaturen notwendig sind. Die Verbinder sind von den Herstellern auf Stabilität gegen mechanische Beanspruchung optimiert und ohne Spezialwerkzeug, nur mit Schraubenziehern oder Nadeln oft schwer zu öffnen.